# Godfrey Khotso Mokoena
Godfrey Khotso Mokoena (Heidelberg, Alemania, 6 de marzo de 1985) es un atleta, sudafricano de origen alemán, especialista en la prueba de salto de longitud, con la que llegó a ser campeón mundial en 2009.

## Carrera deportiva
En los JJ. OO. de Pekín 2008 gana la medalla de plata en salto de longitud.
En el Mundial de Berlín 2009 gana la medalla de plata en salto de longitud, con una marca de 8,47 metros, tras el estadounidense Dwight Phillips y por delante del australiano Mitchell Watt.